# Спасательная шлюпка
Спаса́тельная шлю́пка — судовая шлюпка, обычно вельботного типа, коллективное спасательное средство, служащее для эвакуации с корабля или судна.

## Устройство и комплектация
Запас плавучести обеспечен герметичными воздушными ящиками, заполненными пенопластом (ранее заполняли воздухом). Банки, планшир, а также наружные поверхности корпуса спасательной шлюпки окрашивают в оранжевый (белый) цвет; внутренние поверхности и всё снабжение — в ярко-оранжевый. В носовой части обоих бортов надписывают номер шлюпки (шлюпки правого борта имеют нечётные номера, левого — чётные), размеры шлюпки (минимальная длина — 7,3 м, масса с людьми и шлюпочным снабжением — не более 20,3 тонн), допустимое к размещению количество людей (от 25 до 150 человек), порт приписки и название судна, которому принадлежит шлюпка. На крыше шлюпки обозначают крупными буквами номер шлюпки, название и позывной сигнал судна. На судах могут быть спасательные шлюпки закрытого типа с жёсткой надстройкой, с огнестойкой изоляцией или системой водяной защиты, с радиостанцией, расположенной в небольшой закрытой радиорубке. По способу спуска различают шлюпки, спускаемые с помощью шлюпбалок и шлюпки свободного сброса (свободно падающие).
Некоторые суда, склонные к стремительному затоплению в случае аварии, например, балкеры, оснащают только свободно падающими шлюпками, которые хранят под наклоном на специальном стапеле, обычно у кормы судна. Для спуска такой шлюпки достаточно освободить фиксирующий стопор. Такие шлюпки значительно прочнее и тяжелее обычных, так как им приходится выдерживать удар о воду при спуске, их использование оправдано там, где от средств спасения требуют высокую оперативность и надёжность. Дополнительное преимущество свободно падающих спасательных шлюпок состоит в том, что после падения они по инерции отходят по воде от места запуска на значительное расстояние, до 100—150 метров, что само по себе спасает жизни при пожарах и взрывах.
Танкеры оснащают огнеупорными спасательными шлюпками, выдерживающими плавание в огне вытекающих из аварийного танкера нефтепродуктов. Кроме собственной негорючести и закрытой конструкции, такие шлюпки иногда защищают системами орошения забортной водой, охлаждающими контактирующие с огнём поверхности бортов.